# Atlas (robot)
Atlas es un robot humanoide bípedo desarrollado principalmente por la compañía norteamericana de robótica Boston Dynamics con el financiamiento y la supervisión de la Defense Advanced Research Projects Agency (DARPA). El robot de 1,8 m está diseñado para una variedad de tareas de búsqueda y rescate, y se dio a conocer al público el 11 de julio de 2013.

## Diseño y desarrollo

### Atlas 1 y Atlas 2
El diseño y la construcción de Atlas fue supervisado por la DARPA, una agencia del Departamento de Defensa de Estados Unidos, en cooperación con Boston Dynamics. Una de las manos del robot fue desarrollado por Laboratorio Nacional de Sandia, mientras que el otro fue desarrollado por iRobot. En 2013, el gestor del programa robótico de DARPA, Gill Pratt comparó la versión prototipo del Atlas con un niño pequeño, diciendo que "un niño con un año apenas puede caminar, a esa edad se cae mucho... aquí es donde estamos ahora ".
Atlas se basa en principios del PETMAN, un robot humanoide desarrollado también por Boston Dynamics. Tiene cuatro extremidades accionadas hidráulicamente. Construido en aluminio de grado aeronáutico y titanio. Se alza a una altura máxima de 1.8 m de alto, pesa 150 kg y se ilumina con LEDs azules. El Atlas está equipado con dos sistemas de visión, un telémetro láser y cámaras estéreo, ambos controlados por un ordenador de a bordo. Tiene las manos con las capacidades motrices finas. Sus extremidades poseen un total de 28 grados de libertad y puede navegar terrenos irregulares y subir de forma independiente con sus brazos y piernas, aunque el prototipo del 2013 fue atado a una fuente de alimentación externa para mantener la estabilidad.
En enero de 2015 se presentó a la segunda versión del Atlas, caracterizado por tener autonomía energética ya que está equipado con una batería de litio en su espalda, asimismo, el robot presenta una cubierta blanca que cubre en partes los circuitos y mecanismos internos de este. Boston Dynamics afirma que este nuevo Atlas tiene 75% de partes nuevas ensambladas y que el porcentaje restante contiene elementos del robot original.

### Atlas Next Generation
El 23 de febrero de 2016, Boston Dynamics presentó la nueva versión del Atlas que está diseñada para operar tanto en exteriores como en edificios. Se especializa en la manipulación móvil y es muy experto en caminar sobre una amplia gama de terrenos, incluyendo nieve. Está accionado eléctricamente y accionado hidráulicamente. Utiliza sensores en su cuerpo y piernas para mantener el equilibrio, y utiliza sensores en su cabeza para evitar obstáculos, analizar el terreno, ayudarse en la navegación, y manipular objetos, incluso cuando los objetos se mueven. Esta versión de Atlas tiene aproximadamente 175 cm de altura (aproximadamente una cabeza más corta que el Atlas 1) y pesa 82 kg.
El 16 de noviembre de 2017, Boston Dynamics lanzó un video de actualización del robot Atlas a YouTube. En este video se mostró a Atlas saltando sobre cajas, girando 180 grados mientras salta y realizando un backflip.

## Aplicaciones
Atlas está destinado a ayudar a los servicios de emergencia en las operaciones de búsqueda y rescate, realizando tareas como cerrar válvulas, abrir puertas y operar equipos motorizados en entornos donde los humanos no podrían sobrevivir. El Departamento de Defensa declaró en 2013 que no tenía ningún interés en utilizar el robot para la guerra ofensiva o defensiva. 
En la competencia Darpa 2015 de robótica, Atlas pudo completar las ocho tareas de la siguiente manera:
- Condujo un vehículo utilitario en el sitio.
- Viajó desmontado a través de los escombros.
- Retiró los desechos que bloqueaban una entrada.
- Abrió una puerta y entró a un edificio.
- Subió por una escalera industrial y atravesó una pasarela industrial.
- Usó una herramienta para romper un panel de concreto.
- Ubicó y cerró una válvula cerca de una tubería con fugas.
- Conectó una manguera contra incendios a una tubería vertical y enciendió una válvula.

## Competencia DARPA
En el 2015, el Atlas compitió en el Desafío de Robots DARPA para poner a prueba la capacidad del robot para realizar diversas tareas, como entrar y salir de un vehículo y conducirlo, abrir una puerta, y el uso de una herramienta eléctrica. El concurso fue inspirado por el desastre nuclear de Fukushima Daiichi 2011, y lleva un premio de US$2 millones para el equipo ganador. El Atlas quedó en segundo lugar detrás del robot coreano DRC-Hubo por un margen de seis minutos, completando todo el curso en un tiempo de 50:26.